# Фјуме (Ђенова)
Фјуме је насеље у Италији у округу Ђенова, региону Лигурија.
Према процени из 2011. у насељу је живело 11 становника. Насеље се налази на надморској висини од 145 м.